# Theresianum (Vác)
A váci Theresianum a bécsi Collegium Theresianum mintájára létrehozott, a nemesi ifjak oktatását szolgáló, 1767 és 1784 között fennálló tanintézet volt.

## Története
Alapításának gondolatát Koptik Odó celldömölki apát vetette fel még 1742-ben, de végül csak Mária Terézia királynő 1767-es rendelete nyomán nyithatta meg kapuit. A piarista rend kezelésében álló iskola a Migazzi Kristóf (Christian Anton von Migazzi) püspök által biztosított palotában működött, magába olvasztva az 1762-ben alapított, ugyancsak nemesi akadémiaként működő Migazzi-konviktust. 
Később új épületet emeltek részére a Duna-parton. 1777-ben költözhetett új épületbe a Theresianum. 1782-ben gróf Migazzi kristóf bécsi érsek adományából átépítették a gimnázium Konstantin tér felőli homlokzatát. 
II. József császár és király 1784. szeptember 20-ai rendelete nyomán a tanintézet működése megszűnt.

## Utóélete
1808-ban az országgyűlés itt alapította meg a Ludovika Katonai Akadémiát, de azt végül nem itt, hanem 1825-ben Pesten nyitották meg. Egy darabig rendeltetés nélkül állt, 1834-ben Nádasdy Ferenc váci püspök vásárolta meg, tébolydának ajánlotta fel. Átalakítása megkezdődött, de nem fejeződött be.
Az 1848–49-es forradalom és szabadságharc bukása után, 1852-ben az új osztrák birodalmi büntető törvénykönyv életbe lépésével új börtönöket hoztak létre, a volt Theresianumot 1854–1858 között 600 férőhelyes fegyintézetté alakítottak át, a pesti fegyintézetet ide helyezték át. Az első rabot 1855. november 20-án költöztették be. 1885-ben modern elvek szerint átépítették, ekkor bővítették ki ki az elítéltek munkáját biztosító Duna-parti műhelyépületet is.
Jelenleg a Váci Fegyház és Börtön működik benne.